# خالد عبد الله العطية
خالد بن عبد الله بن عبد الله العطية (1926 - 2 مايو 2014) أول وزير للأشغال العامة في دولة قطر.

## حياته
ولد في العاصمة القطرية الدوحة عام 1926، وكان قد بدأ حياته العملية وهو في سنٍ صغير، حيث عمل بشركة النفط القطرية (قطر للبترول لاحقًا)، كما ساهم في وضع حجر أساس الدولة القطرية الحديثة، وتولى وزارة الأشغال العامة عام 1972 بعد الاستقلال، ثم أضيفت إلى مهامه وزارة البلدية والزراعة بالإنابة. كان خالد ضليعًا في علم الأنساب، ودقيقًا في المواقع الجغرافية وبيئتها وتركيبتها السكانية البشرية، وتذكر المصادر أنه «يمتلك مخزونًا كبيرًا من المعلومات، وقدرة على حفظ الأسماء وسرد الوقائع بتواريخها وأسباب حدوثها». ساهم في إنشاء العديد من الجمعيات الخيرية، وبناء المساجد والمستوصفات، وحفر آبار المياه الجوفية في العديد من دول العالم الإسلامي، كما ساهم بتأسيس شركة أعمال كبرى، كان لها دورٌ هام في تنمية وتطوير قطر في المجال العقاري والتجاري والنفطي والخدماتي.

## وفاته
تُوفي في الدوحة بتاريخ 2 مايو (أيار) 2014 ميلاديًا المُوافق 3 رجب 1435 هجريًا عن عمرٍ ناهز 88 عامًا. ويُذكر أنَّ رئيس دولة فلسطين محمود عباس قدم العزاء في ديوان آل عطية في الدوحة.
تخليدًا لذكراه، أصدرت لجنة تسمية الشوارع القطرية التابعة للديوان الأميري في 2 سبتمبر (أيلول) 2014 قرارًا بتسمية تقاطع أربع شوارع رئيسية بمنطقة الريان باسم «خالد بن عبد الله العطية»؛ وذلك تقديرًا لمجهوداته الوطنية والاجتماعية.